# 陳建隆
 陳麒凱（英語：Evan Chen，1976年6月11日—），原名陳建隆，台灣男演員。

## 電視劇
| 年份        | 電視台           | 劇名                                             | 飾演                 |
| ----------- | ---------------- | ------------------------------------------------ | -------------------- |
| 1998年      | 公視             | 我的這一班                                       | 陳耀祖               |
| 1998年      | 華視             | 土地公傳奇 子母線                                | 官差                 |
| 1998年      | 華視             | 土地公傳奇 土地借妻                              | 官差                 |
| 1999年      | 華視             | 土地公傳奇 俠義柔情                              | 官差                 |
| 1999年      | 民視             | 富貴在天                                         | 警員                 |
| 1999-2000年 | 三立台灣台       | 戲說台灣-烏面藝旦                                |                      |
| 1999-2000年 | 三立台灣台       | 戲說台灣-黑面の藝妓                              | 天賜                 |
| 1999-2000年 | 三立台灣台       | 戲說台灣-鬼廟 有應公                             | 阿塗                 |
| 1999~2000年 | 三立台灣台       | 戲說台灣-紙新娘                                  |                      |
| 2000年      | 三立台灣台       | 九龍傳說                                         | 林孝錦 九斤          |
| 1999-2009年 | 三立台灣台       | 鳥來伯與十三姨                                   | 李文輝               |
| 1999-2009年 | 三立台灣台       | 幸福白馬里                                       | 趙四方               |
| 1999~2000年 | 三立台灣台       | 戲說台灣-萬應公怪談                              | 阿沖                 |
| 2001年      | 三立台灣台       | 台灣阿誠                                         | 陳組長               |
| 2001年      | 華視             | 觀世音 空笑夢                                    | 賽流金               |
| 2001年      | 華視             | 觀世音 恩情深似海                                | 柯傳忠               |
| 2003年      | 公視             | 人生劇展 載我回甲仙                              | 林添福               |
| 2003年      | 三立台灣台       | 戲說台灣城隍媽                                   | 水旺                 |
| 2003年      | 三立台灣台       | 戲說台灣田都元帥                                 | 黃金土               |
| 2004年      | 公視             | 一樣的月光                                       | 陳耀宗               |
| 2004年      | 三立台灣台       | 戲說台灣芹璧村藏寶                               | 漂泊                 |
| 2004年      | 三立台灣台       | 戲說台灣天妃火鎮地頭蛇                           | 陳輝                 |
| 2004年      | 三立台灣台       | 戲說台灣一世姊妹情                               | 張建中               |
| 2004年      | 三立台灣台       | 戲說台灣蝙蝠精照妖                               | 勇氣 烏鴉精          |
| 2007年      | 三立台灣台       | 戲說台灣新營六府千歲                             | 池平貴               |
| 2007年      | 八大第一台       | 第一劇場 鬼娶親                                  | 賴有義               |
| 2007年      | 三立台灣台       | 戲說台灣孤鸞女十八嫁                             | 范元才               |
| 2007年      | 三立台灣台       | 戲說台灣牽亡奇譚                                 | 春霖                 |
| 2007年      | 三立台灣台       | 戲說台灣五鬼弄金獅                               | 劉半塊               |
| 2007年      | 三立台灣台       | 戲說台灣怪火村                                   | 高萬興               |
| 2008年      | 華視             | 歡喜來逗陣                                       | 王警官               |
| 2008年      | 三立台灣台       | 我一定要成功                                     | 江燦強               |
| 2008年      | 三立台灣台       | 戲說台灣錢鼠咬金瓜                               | 王祿                 |
| 2008年      | 三立台灣台       | 戲說台灣白紙告陰狀                               | 城隍爺               |
| 2008年      | 三立台灣台       | 戲說台灣紙新娘討翁                               | 朱文德               |
| 2008年      | 三立台灣台       | 戲說台灣千里眼追兇                               | 城隍爺               |
| 2008年      | 三立台灣台       | 戲說台灣翹腳仔收陳守娘                           | 張明川               |
| 2008年      | 三立台灣台       | 戲說台灣裸女穴                                   | 阿勇                 |
| 2008年      | 三立台灣台       | 戲說台灣南方澳金媽祖                             | 許榮成               |
| 2009年      | 三立台灣台       | 戲說台灣牛轉乾坤                                 | 吉祥                 |
| 2009年      | 三立台灣台       | 戲說台灣土地公犯桃花                             | 酒空 王金柱          |
| 2009年      | 三立台灣台       | 戲說台灣電母掠閃電賊                             | 張寶貴               |
| 2009年      | 三立台灣台       | 戲說台灣陰陽桃花雙爿開                           | 陳金水               |
| 2009年      | 三立台灣台       | 戲說台灣包公審閻王                               | 劉有義               |
| 2009年      | 三立台灣台       | 戲說台灣神醫大道公                               | 吳志良               |
| 2009年      | 三立台灣台       | 戲說台灣田中夫妻樹                               | 阿樹 樹精            |
| 2009年      | 三立台灣台       | 戲說台灣十分寮嫁金蠶                             | 陳漢文               |
| 2009年      | 三立台灣台       | 戲說台灣民雄乳母冤                               | 鄭晉三               |
| 2009年      | 三立台灣台       | 戲說台灣紙糊的神明                               | 楊阿七（楊府七王爺） |
| 2010年      | 三立台灣台       | 戲說台灣笨港玉環姊                               | 高志輝               |
| 2010年      | 三立台灣台       | 戲說台灣媽祖失蹤一百天                           | 天祿                 |
| 2010年      | 三立台灣台       | 戲說台灣日本籍土地公                             | 小林三武郎           |
| 2010年      | 三立台灣台       | 戲說台灣美人心機                                 | 黃永傑               |
| 2010年      | 三立台灣台       | 戲說台灣雲霞仙子                                 | 阿俊                 |
| 2010年      | 三立台灣台       | 戲說台灣鯉魚雙生子                               | 李志仁               |
| 2010年      | 三立台灣台       | 戲說台灣姻緣井                                   | 蕭玉堂               |
| 2010年      | 三立台灣台       | 戲說台灣布袋和尚                                 | 廖勇勝               |
| 2010年      | 三立台灣台       | 家和萬事興                                       | 陳偉隆               |
| 2011年      | 三立台灣台       | 戲說台灣阿彌陀佛埤                               | 客串                 |
| 2011年      | 三立台灣台       | 戲說台灣太子賓館                                 | 許勝元               |
| 2011年      | 大愛電視台       | 戀戀情深                                         | 周建己               |
| 2011年      | 三立台灣台       | 戲說台灣濟公十八嫁-29~40集                       | 林良好               |
| 2011年      | 三立台灣台       | 戲說台灣王爺公收部將                             | 鳳梨仔 王有為        |
| 2011年1     | 三立台灣台       | 戲說台灣天公點狀元                               | 魁星 張晉元          |
| 2012年      | 三立台灣台       | 牽手                                             | 演員                 |
| 2012年      | 三立台灣台       | 戲說台灣男觀音娶親                               | 周明賢               |
| 2012年      | 三立台灣台       | 戲說台灣水井姻緣樹                               | 許文斌               |
| 2012年      | 三立台灣台       | 戲說台灣天香的秘密                               | 許俊文               |
| 2012年      | 大愛電視台       | 幸福好簡單                                       | 沈文信               |
| 2012年      | 三立台灣台       | 戲說台灣茶郊媽祖                                 | 楊人傑 阿弟仔        |
| 2012年      | 三立台灣台       | 戲說台灣石獅的咒懺                               | 連春生               |
| 2012年      | 三立台灣台       | 戲說台灣三太子疼戇人                             | 林阿忠               |
| 2012年      | 三立台灣台       | 戲說台灣玄壇元帥                                 | 玄壇元帥             |
| 2013年      | 三立台灣台       | 天下女人心                                       | 劉宇斌               |
| 2013年      | 三立台灣台       | 戲說台灣金娘仔掠翁                               | 趙梅生               |
| 2013年      | 三立台灣台       | 戲說台灣埤頭里蚼蟻墓                             | 陳昭慶               |
| 2013年      | 三立台灣台       | 戲說台灣福星土地公                               | 嘉明                 |
| 2013年      | 三立台灣台       | 孤戀花                                           | 李俊賢               |
| 2013年      | 三立台灣台       | 戲說台灣金銀寶穴                                 | 王溪哥 王文彥        |
| 2013年      | 三立台灣台       | 戲說台灣諸羅文財神第二單元第11~21集~凍霜王討富貴 | 劉世傑               |
| 2013年      | 大愛電視台       | 小妹                                             | 林富裕               |
| 2014年      | 大愛電視台       | 紅塵驛站                                         | 方建興               |
| 2014年      | 三立台灣台       | 戲說台灣求子紅圓慶元宵                           | 王志龍               |
| 2014年      | 三立台灣台       | 熱海戀歌                                         | 林嘉良               |
| 2014年      | 三立台灣台       | 戲說台灣林半仙弄豬稠穴/林半仙弄鉸刀穴            | 張朝清               |
| 2014年      | 三立台灣台       | 戲說台灣獵七葬                                   | 黃將才               |
| 2014年      | 三立台灣台       | 世間情                                           | 朱元凱 羅元凯        |
| 2014年      | 三立台灣台       | 戲說台灣大新婦的咒讖                             | 蔡敬文               |
| 2015年      | 三立台灣台       | 戲說台灣忘魂水                                   | 金童                 |
| 2015年      | 三立台灣台       | 戲說台灣摩尼珠封鬼門關                           | 石江                 |
| 2015年      | 三立台灣台       | 甘味人生                                         | 蕭永豐               |
| 2015年      | 三立台灣台       | 親家                                             | 王敬堯               |
| 2020年      | 三立台灣台       | 戲說台灣旱溪媽破三劫                             | 萬能仙               |
| 2021年      | 三立台灣台       | 戲說台灣紙人鬥紅旗                               | 林坤旺               |
| 2021年      | 大愛             | 阿芬的幸福修練                                   | 柯武雄               |
| 2021年      | 三立台灣台       | 戲說台灣三八兄弟摃石磯                           | 劉八斗               |
| 2022年      | 三立台灣台       | 戲說台灣五龍追兇                                 | 張五龍 火將軍        |
| 2022年      | 中視、中天娛樂台 | 台灣x檔案                                        | 詹憲治               |
| 2022年      | 三立台灣台       | 戲說台灣玄武斬魔劍                               | 柳尋月               |
| 2023年      | 三立台灣台       | 戲說台灣散赤救財神                               | 蕭有春               |
| 2023年      | 三立台灣台       | 戲說台灣慈母雷公咒                               | 辛永和               |
| 2023年      | 三立台灣台       | 戲說台灣安平王爺採船                             | 王登發               |
| 2023年      | 三立台灣台       | 戲說台灣觀音媽反轎                               | 張秋德               |
| 2024年      | 三立台灣台       | 戲說台灣財神包娶某                               | 卓公明               |
| 2024年      | 三立台灣台       | 戲說台灣瘋女度天命女                             | 張福吉               |
| 2024年      | 三立台灣台       | 戲說台灣魔神的查某子                             | 許宗志               |
| 2024年      | 三立台灣台       | 戲說台灣稻草新娘                                 | 鈴木                 |
| 2024年      | 三立台灣台       | 戲說台灣姑娘仔收孤娘                             | 高大樹               |
| 2024年      | 三立台灣台       | 戲說台灣帝爺公換子成龍                           | 蔡伯倫 山羊精        |
| 2024年      | 三立台灣台       | 戲說台灣金雞公                                   | 趙志寬               |
| 2024年      | 三立台灣台       | 戲說台灣關聖帝君護龍脈                           | 穿雲道人             |
| 2025年      | 三立台灣台       | 戲說台灣上帝公度蠶妖                             | 龜仙 玄坤道士        |
| 2025年      | 三立台灣台       | 戲說台灣尊王公助良緣                             | 劉文賢               |
| 2025年      | 三立台灣台       | 戲說台灣                                         | 陳吉                 |

## 主持作品
- 三立台灣台《歐吉桑遊台灣》

## 音樂作品

### 團體EP
| EP  | 名稱          | 發行日期      | 發行公司 | 曲目                |
| --- | ------------- | ------------- | -------- | ------------------- |
| 1st | 《玩鬧青春 》 | 2002年10月1日 |          | 1. 想飛(早安吐司男) |

## 外部連結
- 陳麒凱的Facebook專頁
- 陳建隆的新浪微博
- 陳建隆的Instagram帳戶
- 麒凱與兒的Facebook專頁